# Jarred Vanderbilt
Jarred Vanderbilt (Houston, 3 de abril de 1999) é um jogador norte-americano de basquete profissional que atualmente joga pelo Los Angeles Lakers da National Basketball Association (NBA).
Ele jogou basquete universitário pela Universidade de Kentucky e foi selecionado pelo Orlando Magic como a 41º escolha geral no draft da NBA de 2018.

## Primeiros anos
Filho de Gwendolyn e Robert Vanderbilt, Jarred nasceu em Houston, Texas. Ele tem dois irmãos mais velhos, Jamal e Robert, e três irmãs mais velhas, Rean, Jenae e Tasha. Vanderbilt frequentou a Victory Prep Academy em Houston, Texas. À medida que sua equipe começou a jogar mais torneios em toda a cidade durante seu primeiro e último ano, seu status de recruta disparou à medida que suas enterradas voadoras e incrível atleticismo o levaram de ser conhecido no estado do Texas para ser destaque nacional. Em seu último ano, ele teve médias de 28,5 pontos, 13,4 rebotes e 8,8 assistências.

### Recrutamento
Vanderbilt foi considerado um dos melhores jogadores da classe de recrutamento de 2017 pela Scout.com, Rivals.com e ESPN. Em 23 de dezembro de 2016, Jarred se comprometeu com a Universidade de Kentucky.
| Nome | Cidade Natal                                     | Escola/Universidade | Altura             | Peso           | Data da revisão |
| --- | ------------------------------------------------ | ------------------- | ------------------ | -------------- | --------------- |
| Jarred Vanderbilt SF | Houston, TX                                      | Victory Prep (TX)   | 6 ft 8 in (2.03 m) | 215 lb (98 kg) | Dec 23, 2016    |
| Jarred Vanderbilt SF | Recrutamento: Rivais: Scout: 247sports: ESPN: 94 |                     |                    |                |                 |
| Classificação geral de novatos: Scout: 11º \| Rivals: 13º \| 247Sports: 8º \| ESPN: 18º |                                                  |                     |                    |                |                 |
| - Nota: Em muitos casos, Scout, Rivals, 247Sports e ESPN podem entrar em conflito em suas listas de altura e peso, nestes casos, a média foi obtida. A ESPN mede os calouros numa escala de 0 a 100. - Fonte: |                                                  |                     |                    |                |                 |

## Carreira universitária
Apesar de ser altamente considerado ao sair do ensino médio, Vanderbilt foi prejudicado por duas lesões e jogou apenas 14 jogos pela Universidade de Kentucky. Ele teve médias de 5,9 pontos e 7,9 rebotes em 17,0 minutos. Após a temporada, ele se declarou para o draft da NBA de 2018.

## Carreira profissional

### Denver Nuggets (2018–2020)
Em 21 de junho de 2018, Vanderbilt foi selecionado pelo Orlando Magic como a 41ª escolha geral no draft da NBA de 2018. Ele foi posteriormente negociado para o Denver Nuggets. Em 11 de julho de 2018, Vanderbilt assinou um contrato de 3 anos e US$3.9 milhões com os Nuggets.
Em 25 de janeiro de 2019, Vanderbilt fez sua estreia na NBA e registrou um ponto, três rebotes, uma assistência e um roubo de bola em uma vitória por 132-95 sobre o Phoenix Suns. Em 20 de novembro de 2019, Vanderbilt foi designado para o Rio Grande Valley Vipers da G-League.

### Minnesota Timberwolves (2020-presente)
Em 5 de fevereiro de 2020, Vanderbilt foi negociado com o Minnesota Timberwolves. Ele fez sua estreia em 27 de dezembro de 2020 em uma derrota por 127-91 para o Los Angeles Lakers, jogando quinze minutos e registrando dois pontos, sete rebotes, seis assistências, três roubadas de bola e um bloqueio. Em 23 de janeiro de 2021, Vanderbilt registrou 16 pontos, seu recorde na carreira, além de 11 rebotes em uma vitória contra o New Orleans Pelicans.
Em 15 de setembro de 2021, Vanderbilt assinou um contrato de 3 anos e US$13.1 milhões com os Timberwolves. Durante a temporada de 2021-22, ele foi titular em 67 jogos e teve médias de 6,9 pontos, 8,4 rebotes e 1,3 roubos de bola. Em 12 de abril de 2022, Vanderbilt registrou 3 pontos e 10 rebotes durante a vitória por 109-104 sobre o Los Angeles Clippers.

## Estatísticas da carreira

### NBA

#### Temporada regular
| Ano      | Equipe    | PJ  | PT | MPJ  | AP   | 3P   | LL    | RT  | AS  | BR  | TO | PPJ |
| -------- | --------- | --- | -- | ---- | ---- | ---- | ----- | --- | --- | --- | -- | --- |
| 2018–19  | Denver    | 17  | 0  | 4.1  | .474 | .000 | .600  | 9.5 | .2  | .4  | .1 | 1.4 |
| 2019–20  | Denver    | 9   | 0  | 4.5  | .714 | —    | —     | .9  | .2  | .3  | .1 | 1.1 |
| 2019–20  | Minnesota | 2   | 0  | 2.5  | .000 | .000 | 1.000 | .5  | .0  | .0  | .0 | 1.0 |
| 2020–21  | Minnesota | 64  | 30 | 17.8 | .606 | .200 | .559  | 5.8 | 1.2 | 1.0 | .7 | 5.4 |
| 2021–22  | Minnesota | 74  | 67 | 25.4 | .587 | .143 | .656  | 8.4 | 1.3 | 1.3 | .6 | 6.9 |
| Carreira | Carreira  | 166 | 97 | 10.8 | .476 | .085 | .703  | 5.0 | .5  | .6  | .3 | 3.1 |

#### Playoffs
| Ano      | Equipe    | PJ | PT | MPJ  | AP   | 3P | LL   | RT  | AS | BR  | TO | PPJ |
| -------- | --------- | -- | -- | ---- | ---- | -- | ---- | --- | -- | --- | -- | --- |
| 2019     | Denver    | 3  | 0  | 1.7  | —    | —  | —    | .3  | .0 | .0  | .3 | .0  |
| 2022     | Minnesota | 6  | 6  | 21.5 | .481 | —  | .700 | 7.2 | .7 | 1.2 | .3 | 5.5 |
| Carreira | Carreira  | 9  | 6  | 11.6 | .481 | -  | .700 | 3.7 | .3 | .6  | .3 | 2.7 |

### Universitário
| Ano     | Equipe   | PJ | PT | MPJ  | AP   | 3P   | LL   | RT  | AS  | BR | TO | PPJ |
| ------- | -------- | -- | -- | ---- | ---- | ---- | ---- | --- | --- | -- | -- | --- |
| 2017–18 | Kentucky | 14 | 0  | 17.0 | .426 | .000 | .632 | 7.9 | 1.0 | .4 | .8 | 5.9 |

Fonte:

## Prêmios e Homenagens
NBA
- Campeão da Copa NBA: 2023